# じゃがポックル

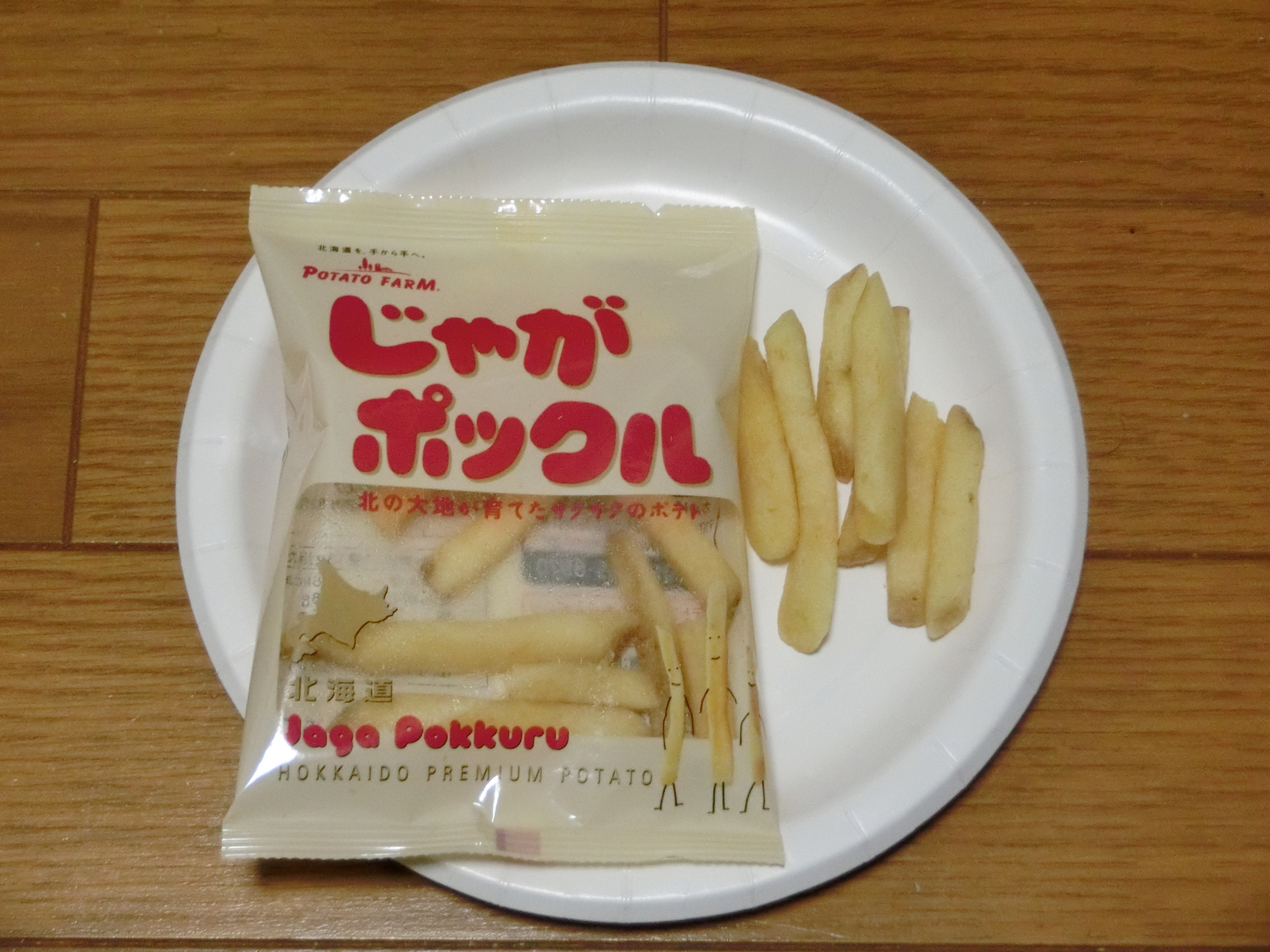
じゃがポックル

じゃがポックルは、カルビーが「ポテトファーム」のブランド名で製造している、じゃがいもを主材料とするスナック菓子である。生のじゃがいもをスティック状にしてそのままフライしている。
正式な商品名は「じゃがポックル オホーツクの焼き塩味」。名前の由来は、アイヌ語で「ふきの下の人」を意味するコロポックルから。

## 略歴
- 松尾孝の三男である松尾雅彦が1992年カルビー社長に就任し、この際に開発が進んだのがじゃがりこであった。当初、孝はじゃがりこを「こんなの売れるわけがない」「売れたらおれの首をやる」と息巻いたが1997年秋頃から売れ始め人気商品となった。それを見た孝が「おれがもっと良いスナックを作る」と自ら中心となって開発されたのが、じゃがポックルの原型である[2][3]。
- 2002年に「ぴゅあじゃが」という名称で販売され、その後「じゃがポックル」に商品名を変更。大きな宣伝はしていなかったが、「非常においしい」と評判が立ち、たちまち人気商品となった。
- カルビー千歳工場のみで生産されている北海道限定品である。出荷数が限られているために一時期品薄状態が続き[4]、購入数を限ったり、他商品とのセットのみ販売する抱き合わせ販売をする土産物店なども目立った。
- 2008年2月23日製造分から、じゃがポックルの箱の開閉部分の作りと箱のフチにあったギザギザがストレートに変更されたものが使われている。
- 2009年4月製造分頃から、じゃがポックルの箱の開閉部分の作りに変化が生じ、「左右に引いて開けてください」という「あけくち▼」ができ、次に「←切り取り線にそってお開け下さい→」と表示がある箱に、変更されたものが使われている。
- じゃがポックル同様の北海道限定品として、2010年2月現在「いも子とこぶ太郎」（2008年11月発売）[5]、「じゃがりことうきびバター」、「ほっとポテト」（じゃがいもベースのポタージュ）の3商品が販売されている。
このほか期間限定の姉妹商品として「じゃがピリカ」も存在し（ピリカはアイヌ語で「かわいい」の意味）、白色の「トヨシロ」（ピッくん）、ピンク色の「ノーザンルピー」（りっちゃん）、そして紫色の「キタムラサキ」（カーくん）の3種を素材色のまま、サイコロ状にカットして仕上げている。
- 2012年12月には、じゃがポックルの製造技術を活かし、北海道を拠点に全国各地でレストランを経営する「YOSHIMI」と共同開発した道内限定のポテトチップス「ジャガJ（ジェイ）」を発売。「J」には「Japan（日本）」「Jagaimo（ジャガイモ）」の意味が含まれている。
- 2013年8月21日、ポテトファームオンラインショップで「ジャガJ」の販売を開始。北海道以外からでも購入できるようになった。
- 2017年12月、じゃがポックルの製造過程にて出た短めのポテトに4種の粉末パウダーを組み合わせ、振って食すスタイルの「じゃがリムセ」を発売。「リムセ」はアイヌの言葉で「踊る」を意味する。

## 類似品との違い
2006年4月から同社で全国発売されている「じゃがビー」（Jagabee）と、製法や食感が似ているとされる。両者の差異は以下の通りである。
材料の産地
じゃがポックルは北海道産のみ。じゃがビーは北米産のじゃがいもを使用。
塩の産地
じゃがポックルはオホーツクの自然塩を使用。じゃがビーは塩の原産地については言及されていない。
製法
じゃがポックルは小さな釜でフライして揚げムラを細かくチェックし、フライ後も少量ずつ丁寧に選別するなど、手作りに近い生産をしている、とされる。じゃがビーは一部の工程を機械化しており、より大きな釜でフライしているため、比較的多くの量の生産を行うことができるが、通常のポテトチップスが材料から製品に完成するまで20分で済むところ、じゃがビーは1時間掛かる。

## 販売状況
基本的には北海道の地域限定商品であり、北海道内の空港、駅売店および土産物屋で販売している。また、北海道外では、成田国際空港や関西国際空港、中部国際空港等の免税店や、太平洋フェリー船内売店でも販売している（したがって、出国・乗船者のみ購入が可能）。さらに小売店が開催するいわゆる「北海道物産展」や「北海道フェア」などで販売することもある。一時期、ポテトファームのブランドサイトより通販での購入も可能だったが、2015年で終了したため（現在は製品紹介のみ）、再び店頭販売のみとなっている。

## ポテトファームブランド　取り扱い商品
じゃがポックル
道産ポテト100％使用の看板商品。
じゃがピリカ
3種の道産ジャガイモをサイコロ状にカット。期間限定品からレギュラーに昇格。
いも太とまめ次郎（旧：IMO&MAME）
フリーズドライした枝豆とカラっと揚げた道産ポテトのコンビ。
いも子とこぶ太郎
道産のカリカリポテトとパリッとした道産昆布のコンビ。
じゃがリムセ
じゃがポックルの製造工程上で出た短めのポテトと4種の粉末状フレーバーの組み合わせ。
とろっとチーズ味のカリカリポテト
カラッと揚げた道産ポテトに道産チーズのパウダーを絡ませている。
ほっとポテト
道産男爵イモ使用のポタージュ。
ほっとコーン
道産トウモロコシ使用のポタージュ。
ほっとオニオン
道産のマッシュポテトとオニオンパウダー使用のポタージュ。